# Гребени (Киевская область)
Гребени́ (укр. Гребені) — село, входит в Кагарлыкский район Киевской области Украины.
Население по переписи 2001 года составляло 555 человек. Почтовый индекс — 09211. Телефонный код — 4573. Занимает площадь 2,117 км². Код КОАТУУ — 3222282801.

## Местный совет
09261, Київська обл., Кагарлицький р-н, с. Гребені, вул. Київська